# Liste der denkmalgeschützten Objekte in Jerzens
Die Liste der denkmalgeschützten Objekte in Jerzens enthält die 10 denkmalgeschützten, unbeweglichen Objekte der Tiroler Gemeinde Jerzens.

## Denkmäler
| Foto |                 | Denkmal                                                                                                   | Standort                                                         | Beschreibung | Metadaten |
| ---- | --------------- | --- | ---------------------------------------------------------------- | --- | --- |
| ja   | Datei hochladen | Lourdeskapelle in Jerzens HERIS-ID: 23632 Objekt-ID: 19988 TKK: 21221                                     | bei Außergasse 156 Standort KG: Jerzens                          | Die kleine, bildstockartige, gemauerte Kapelle mit Satteldach wurde um 1900, vermutlich anstelle eines Wegkreuzes, errichtet. Sie ist durch einen Spitzbogen mit Putzfaschenrahmung geöffnet, im Giebelfeld befindet sich ein Rundbogenfries. Die Lourdesgrotte innen ist von einem halbhohen Schmiedeeisengitter geschützt.                                                                                            | BDA-Hist.: Q37877851 Status: § 2a Stand der BDA-Liste: 2025-06-30 Name: Lourdeskapelle in Jerzens GstNr.: .313 Lourdeskapelle, Jerzens                                    |
| ja   | Datei hochladen | Widum HERIS-ID: 101310 Objekt-ID: 117632 TKK: 21216                                                       | Jerzens 38 Standort KG: Jerzens                                  | Das Widum, südöstlich der Pfarrkirche in den Hang gebaut, wurde 1751 für den damals eingeführten Kaplan errichtet und im 19. und 20. Jahrhundert umgestaltet. Der zweigeschoßige Mauerbau mit Satteldach ist im östlichen Giebelfeld mit 1752 und 1836 bezeichnet, an der östlichen Giebelseite ein niedrigerer Anbau. In einer Rundbogennische an der nördlichen Traufseite steht ein Relief Christus als Guter Hirte. | BDA-Hist.: Q37787428 Status: § 2a Stand der BDA-Liste: 2025-06-30 Name: Widum GstNr.: .3 Widum, Jerzens                                                                   |
| ja   | Datei hochladen | Kath. Pfarrkirche hl. Gotthard und Friedhof HERIS-ID: 23631 Objekt-ID: 19987 TKK: 21215, 115617           | bei Jerzens 38 Standort KG: Jerzens                              | 1736/37 von Gallus Gratl erbaute barocke Kirche, achteckiger Turm mit Zwiebelhelm | BDA-Hist.: Q19971370 Status: § 2a Stand der BDA-Liste: 2025-06-30 Name: Kath. Pfarrkirche hl. Gotthard und Friedhof GstNr.: .1/1, 240 Pfarrkirche hl. Gotthard, Jerzens   |
| ja   | Datei hochladen | Kalvarienberg/Kreuzweg, Philomenakapelle in Gotthardsbühel HERIS-ID: 25265 Objekt-ID: 21683 TKK: 21219    | Standort KG: Jerzens                                             | Kapelle mit Rundapsis und Vorhalle auf Pfeilern aus dem 19. Jahrhundert, urkundlich 1836 und 1853 erwähnt. Ein 1976/77 errichteter Kreuzweg führt zur Kapelle. | BDA-Hist.: Q37891622 Status: § 2a Stand der BDA-Liste: 2025-06-30 Name: Kalvarienberg/Kreuzweg, Philomenakapelle in Gotthardsbühel GstNr.: .110 Philomenakapelle, Jerzens |
| ja   | Datei hochladen | Kalvarienberg/Kreuzweg, 5 Nischenbildstöcke HERIS-ID: 97023 Objekt-ID: 112722 TKK: 21220, 36651, 36652, … | Jerzens 213, in der Nähe Standort siehe Beschreibung KG: Jerzens | Die fünf Nischenbildstöcke führen zur Philomenakapelle. Die Tonreliefs wurden 1976/77 von Karl Obleitner junior geschaffen. Die Tontafeln zeigen die Themen Mariä Verkündigung (Lage), Heimsuchung (Lage), Geburt Christi (Lage), Beschneidung (Lage) und Jesus lehrt im Tempel (Lage). | BDA-Hist.: Q37769311 Status: § 2a Stand der BDA-Liste: 2025-06-30 Name: Kalvarienberg/Kreuzweg, 5 Nischenbildstöcke GstNr.: 2673, 156/1 Kalvarienberg, Jerzens            |
| ja   | Datei hochladen | Ortskapelle Kienberg HERIS-ID: 23143 Objekt-ID: 19491 TKK: 21227                                          | bei Kienberg 124 Standort KG: Jerzens                            | Barocke Kapelle mit Bild der Geburt Christi | BDA-Hist.: Q37874419 Status: § 2a Stand der BDA-Liste: 2025-06-30 Name: Ortskapelle Kienberg GstNr.: .223 Ortskapelle Kienberg                                            |
| ja   | Datei hochladen | Pitzenhofbrücke HERIS-ID: 96268 Objekt-ID: 111736                                                         | bei Pitze 1 Standort KG: Jerzens                                 | Die Pitzenhofbrücke ist eine überdachte Holzbrücke aus dem 19. Jahrhundert. Sie verbindet die Gemeinden Jerzens und Wenns über die Pitztaler Ache. | BDA-Hist.: Q64026667 Status: § 2a Stand der BDA-Liste: 2025-06-30 Name: Pitzenhofbrücke GstNr.: 2733, 2753 Pitzenhofbrücke                                                |
| BW   | Datei hochladen | Kreuzkapelle in Rablesau HERIS-ID: 23145 TKK: 21223seit 2024                                              | Rablesau 117, südlich Standort KG: Jerzens                       | Die in den Hang gebaute, einjochige Kapelle weist ein Satteldach mit offenem Dachreiter mit verschindeltem Pyramidenhelm auf und stammt aus dem mittleren 19. Jahrhundert. | BDA-Hist.: Q94617457 Status: Bescheid Stand der BDA-Liste: 2025-06-30 Name: Kreuzkapelle in Rablesau GstNr.: .303                                                         |
| ja   | Datei hochladen | Herz-Jesu-Kapelle in Ritzenried HERIS-ID: 23146 Objekt-ID: 19494 TKK: 21224                               | gegenüber Ritzenried 106 Standort KG: Jerzens                    | 1806 erbaute Herz-Jesu-Kapelle | BDA-Hist.: Q37874429 Status: § 2a Stand der BDA-Liste: 2025-06-30 Name: Herz-Jesu-Kapelle in Ritzenried GstNr.: 3093 Herz-Jesu-Kapelle in Ritzenried                      |
| BW   | Datei hochladen | Mühlenanlage HERIS-ID: 111388 Objekt-ID: 129220 TKK: 21277seit 2020                                       | Ritzenried 107 Standort KG: Jerzens                              | Die Mühle wurde um 1650 erstmals erwähnt. Es ist ein dreigeschoßiger Bau in Mischbauweise, der Antrieb ist nicht mehr vorhanden. | BDA-Hist.: Q94620223 Status: Bescheid Stand der BDA-Liste: 2025-06-30 Name: Mühlenanlage GstNr.: 3085                                                                     |